# Гаваццени, Джанандреа
Джанандре́а Гавацце́ни (также Гавадзе́ни итал. Gianandrea Gavazzeni; 25 июля 1909, Бергамо, Италия — 5 февраля 1996, Бергамо) — итальянский дирижёр, пианист, композитор, музыкальный критик, писатель.
Кавалер Большого креста ордена «За заслуги перед Итальянской Республикой» (1994). Почти 50 лет служил дирижёром в театре Ла Скала, в 1965—1968 был его музыкальным руководителем. Считается одним из лучших дирижёров Италии XX века, одним из лучших интерпретаторов опер современных итальянских композиторов.

## Биография
Гаваццени родился в Бергамо. Отец музыканта был адвокатом, депутатом Парламента. Гаваццени получил музыкальное образование в консерватории Санта-Чечилия в Риме (1921—1924), а затем в Миланской консерватории (1925—1931), которую окончил как пианист у Ренцо Лоренцони и композитор у Ильдебрандо Пиццетти. Первоначально занимался преимущественно композицией, дирижировал лишь исполнением собственных произведений. Работал в театре «Комунале» в Болонье.
Дебют Гаваццени в качестве оперного дирижёра состоялся в 1935 году в Театре Доницетти в Бергамо, где была представлена одноактная опера «Паоло и Вирджиния» его сочинения.
В театре Ла Скала дебютировал в 1944 году в опере «Перекрёсток» Э. Вольфа-Феррари. С 1948 года выступал в театре на постоянной основе. В 1958 году Гаваццени участвовал в мировой премьере оперы И. Пиццетти «Убийство в соборе». В 1965—1969 годах был музыкальным руководителем Ла Скала. Среди лучших работ дирижёра на сцене Ла Скала отмечают постановки опер «Анна Болейн» Г. Доницетти (1957, Каллас, режиссёр Висконти), «Бал-маскарад» Дж. Верди (1959, Каллас, Ди Стефано, Бастианини), «Тоска» Дж. Пуччини (1959, Тебальди, Ди Стефано, Гобби), «Гугеноты» Дж. Мейербера (1962, Сазерленд, Симионато, Корелли, Гяуров), «Трубадур» Дж. Верди (1964, режиссёр Висконти), «Турандот» Дж. Пуччини (1964, Нильсон, Корелли, Вишневская), «Хованщина» М. П. Мусоргского (1967, Гяуров, Архипова).
Гаваццени дирижировал оперными спектаклями в оперных театрах Рима, Бергамо, Неаполя, Флоренции, Венеции. В 1961 году под его управлением представлен «Симон Бокканегра» Дж. Верди на Зальцбургском фестивале. В 1963 Гаваццени участвовал в мировой премьере оперы Ф. Тести «Челестина» на фестивале Флорентийский музыкальный май. На Глайндборнском фестивале участвовал в представлении «Анны Болейн» в 1965.
Заокеанский дебют Гаваццени состоялся в 1957 году в Чикаго («Богема» Дж. Пуччини). В 1976 году маэстро дебютировал в Метрополитен-опера («Трубадур»), в 1977 — в Сан-Франциско («Адриана Лекуврёр» Ф. Чилеа, «Аида» Дж. Верди). В 1964 и 1989 годах Гаваццени принимал участие в гастролях Ла Скала в Москве.
Многие работы дирижёра были записаны. При его участии сделаны первые записи «Сомнамбулы» В. Беллини (1951), «Турка в Италии» Дж. Россини (1954, Каллас, Гедда), «Анны Болейн» (1957) и «Велизария» (1959, Ла Фениче, Таддеи) Г. Доницетти. Записи опер «Джоконда» А. Понкьелли (1957, Дель Монако, Симионато, Бастьянини, Сьепи) и «Ломбардцы» Дж. Верди (1984, видео, Димитрова, Каррерас) называют образцовыми.
Творческий путь Гаваццени отличается долголетием. В 1992 году в Палермо он участвовал в постановке «Лукреции Борджиа» Г. Доницетти, а в 1993 там же дирижировал оперой «Эсклармонда» Ж. Массне. В обеих постановках участвовала его молодая жена сопрано Д. Маццола.
Дирижёр стал первым музыкантом, удостоенным звания «Почётный гражданин Милана» (1994). Джанандреа Гаваццени умер в 1996 году в Бергамо, после продолжительной болезни.

## Наследие
- Симфоническая прелюдия (Preludio sinfonico) для оркестра (1928)
- «Смерть Дафны» (La morte di Dafne) для скрипки с оркестром (1929)
- Четыре интермеццо к «Аминте» Тассо (Quattro intermezzi dalla Aminta del Tasso) для баритона, хора и оркестра (1930)
- Sonata in sol для скрипки и фортепиано (1930)
- Sonata in fa для виолончели и фортепиано (1930)
- 3 песни (3 Liriche) (1930)
- Sonatina in fa для фортепиано (1930)
- Триптих (Trittico) для хора (1931)
- «Песня года» (La canzone dell’anno) (1931)
- 2 тосканские народные песни (2 Filastrocche popolari toscane) (1931)
- Бергамский концерт (Concerto bergamasco) для оркестра (1931)
- 2 мадригала из Тассо (2 Madrigali del Tasso) (1931)
- Trio in re для скрипки, виолончели и фортепиано (1931)
- Canzone in la для фортепиано (1932)
- Sonata in fa для фортепиано (1933)
- Canti per S. Alessandro, духовная кантата (1934)
- Фантазия для виолончели и фортепиано (1934)
- Tre arie religiose для скрипки с оркестром (1935), посвящение маэстро и другу Марио Пилати
- Прелюдия, канцона и фурлана (Preludio, canzone e furlana) для скрипки и фортепиано (1935)
- Три фрагмента (Tre episodi) для оркестра (1935)
- «Паоло и Вирджиния» (Paolo e Virginia), опера (1935)
- Messaggi (1936)
- Пастораль и гальярда (Canto Pastorale e Gagliarda) для виолончели и фортепиано (1936)
- Concerto lirico (1936)
- «Песни рабочих ломбардии» (Canti di operai lombardi) для оркестра (1936)
- Concerto in la для виолончели (1936)
- Концерт для скрипки, посвящение Микеланджело Аббадо (1937)
- «Диалог» (Dialogo) для тенора (1937)
- Iscrizioni di meridiane (1938)
- Notturni di bevitori bergamaschi для тенора с оркестром (1938)
- Ritmi e paesaggi di atleti для оркестра (1938)
- «Безумный на острове Сан-Доминго» (Il furioso all’Isola di Santo Domingo), балет (1940)
- «Хор контрабандистов» (Coro di contrabbandieri di grappa) для хора (1940)
- «Маленький концерт» (Piccolo concerto) для флейты, валторны и струнного оркестра corno e archi (1939—1940)
- Ария для кларнета, двух валторн и струнного оркестра (1940)
- Primo Concerto di Cinquandò для оркестра (1941)
- Secondo Concerto di Cinquandò для оркестра (1942)
- Bergamasca для фортепиано (1942)
- 1 Poesia di Gatto для хора (1942)
- 5 Poesie di B. Dal Fabbro (1943)
- Un epigramma di B. Dal Fabbro, по случаю 60-летия Альфредо Казеллы (1943)
- 4 Sonetti a Orfeo di Rilke (1943)
- L’Annunciazione di Rilke (1944)
- Соната для флейты и фортепиано (1944)
- Sonata da casa для скрипки, фортепиано и струнного оркестра (1944)
- 2 sonate in un tempo для фортепиано (1945)
- Poesia di Rilke (1946)
- Cantata di caccia для хоро с оркестром (1946)
- Terzo Concerto di Cinquandò для струнного оркестра (1949)

- Spiriti e forme della lirica belliniana. — Милан, 1936.
- Tre studi su Pizzetti .... — Комо: E. Cavalleri, 1937. — 218 с.
- Gaetano Donizetti. — Турин: Arione, 1938. — 34 с.
- Viaggio in paesi musicali. — Флоренция: Fratelli Parenti, 1939. — 1777 с.
- Musorgskij e la musica russa dell'800. — G.C. Sansoni, 1943. — 315 с.
- Il Siegfried di Riccardo Wagner. — Monsalvato, 1944. — 62 с.
- Le feste musicali: scritti d'occasione. — Милан: Gentile, 1944. — 272 с.
- Parole e suoni. — Il Balcone, 1946. — 245 с.
- Ildebrando Pizzetti: L'oro: guida dell'opera con due saggi critici. — Istituto d'alta cultura, 1946. — 105 с.
- Il suono è stanco: saggi e divertimenti. — Бергамо: Conti, 1950. — 448 с.
- Quaderno del musicista. — 1952.
- Musicisti d'Europa: studi sui contemporanei. — Милан: Suvini Zerboni, 1954. — 275 с.
- La musica e il teatro. — Пиза: Nistri-Lischi, 1954. — 281 с.
- La morte dell'opera. — Edizioni della Meridiana, 1954. — 236 с.
- Altri studi pizzettiani. — Бергамо: Stamperia Conti, 1956. — 388 с.
- La casa di Arlecchino. — Милан, 1957.
- Trent'anni di musica. — Ricordi, 1958. — 313 с.
- Francesco Cilea diec'anni dopo la morte. — Casa Musicale Sonzogno, 1960. — 27 с.
- Diario d'Edimburgo e d'America: con alcune aggiunte. — Rusconi e Paolazzi, 1960. — 163 с.
- Problemi di tradizione dinamico-fraseologica e critica testuale in Verdi e in Puccini. — Милан: Ricordi, 1961. — 153 с.
- Le campane di Bergamo. — A. Mondadori, 1963. — 212 с.
- Gianandrea Gavazzeni, Eugenio Montale. I nemici della musica. — All'insegna del pesce d'oro, 1965. — 219 с.
- L’opera italiana in musica. — Милан, 1965.
- Carta da musica. — All'insegna del pesce d'oro, 1968. — 215 с.
- Per ricordare Guido Valcarenghi. — Teragram, 1968. — 95 с.
- Luigi Dallapiccola, Fiamma Nicolodi, Gianandrea Gavazzeni. Parole e musica. — Il saggiatore, 1970. — 603 p.
- Non eseguire Beethoven e altri scritti. — Il saggiatore, 1974. — 323 с.
- Pepi Merisio, Gianandrea Gavazzeni. Antiche città di Lombardia. — Zanichelli, 1977. — 257 с. — ISBN 978-880-803-420-5.
- La bacchetta spezzata. — Nistri-Lischi, 1987. — 234 с. — ISBN 978-888-381-020-6.
- La casa perduta: saggio di prose lombarde. — Бергамо: P. Lubrina, 1988. — 109 с. — ISBN 978-887-766-033-6.
- Quaderno del musicista. — Edizioni Studio Tesi, 1988. — 318 с. — ISBN 978-887-692-192-6.
- Il sipario rosso. — Турин, 1992.
- Scena e retroscena. — Милан: Rizzoli, 1994. — 244 с. — ISBN 978-881-784-347-8.
- Gianandrea Gavazzeni, Silvana Milesi. Recondite armonie di bellezze diverse. — Corponove, 2009. — 224 с. — ISBN 978-889-660-705-3.

- Беллини, «Сомнамбула» — Сан Карло, Неаполь (Карозио, Монти) — Grand Tier, 1951
- Доницетти, «Любовный напиток» — RAI, Рим (Нони, Валлетти, Брускантини) — Fonit Cetra, 1952
- Россини, «Турок в Италии» — Ла Скала (Росси-Лемени, Каллас, Гедда, Стабиле) — EMI, 1954
- Гендель, «Юлий Цезарь в Египте» — Ла Скала (Христов, Барбьери, Корелли) — HRE, 1955
- Мусоргский, «Сорочинская ярмарка» — Флорентийский музыкальный май (Росси-Лемени, Вальденго) — Fonit Cetra, 1955
- Джордано, «Андре Шенье» — Оркестр Академии Санта-Чечилия (Дель Монако, Тебальди, Бастьянини) — Decca, 1956
- Верди, «Бал-маскарад» — Ла Скала (Ди Стефано, Каллас, Бастьянини, Симионато) — Hunt, 1957
- Понкьелли, «Джоконда» — Флорентийский музыкальный май (Черкветти, Дель Монако, Симионато, Бастьянини, Сьепи) — Decca, 1957
- Доницетти, «Анна Болейн» — Ла Скала (Каллас, Дж. Раймонди, Симионато, Росси-Лемени) — EMI, 1958
- Доницетти, «Анна Болейн» — RAI, Милан (Генчер, Симионато) — Nuovo Era, 1958
- Пуччини, «Тоска» — Ла Монне, Брюссель (Тебальди, Ди Стефано, Бастьянини) — Legato Classic, 1958
- Верди, «Риголетто» — Флорентийский музыкальный май (Бастьянини, Скотто, А. Краус, Коссотто) — Мелодия/Ricordi, 1959
- Верди, «Бал-маскарад» — Ла Скала (Поджи, Стелла, Бастьянини) — DG, 1960
- Верди, «Битва при Леньяно» — Ла Скала (Корелли, Бастьянини, Стелла) — Myto, 1961
- Верди, «Симон Бокканегра» — Зальцбургский фестиваль (Гобби, Тоцци, Генчер) — GOP, 1961
- Верди, «Иерусалим» — Ла Фениче, Венеция (Генчер, Арагаль, Гуэльфи) — Melodram, 1963
- Масканьи, «Сельская честь» — Ла Скала (Корелли, Симионато, Гуэльфи) — Hunt,1963
- Мейербер, «Гугеноты» — Ла Скала (Корелли, Симионато, Гяуров,Сазерленд, Коссотто) — IMS, 1963
- Бойто, «Мефистофель» — Ла Скала (Гяуров, Бергонци, Кабайванска) — GOP, 1964
- Верди, «Разбойники» — Римская Опера (Лигабуэ, Дж. Раймонди, Брузон, Христов) — Bongiovanni, 1964
- Верди, «Сицилийская вечерня» — Римская опера (Гуэльфи, Генчер, Лимарилли, Росси-Лемени) — Melodram, 1964
- Верди, «Трубадур» — Ла Скала (Бергонци, Туччи, Симионато, Каппуччилли) — Melodram, 1964
- Беллини, «Норма» — Ла Скала (Генчер, Симионато) — HRE, 1965
- Доницетти, «Анна Болейн» — Глайндборн (Генчер, Онсина, Кава) — Hunt, 1965
- Верди, «Набукко» — Ла Скала (Гуэльфи, Сулиотис, Дж. Раймонди, Гяуров) — Nuovo Era, 1966
- Доницетти, «Любовный напиток» — Флорентийский музыкальный май (Скотто, Бергонци, Таддеи,Кава) — Myto, 1967 — Hardy Classic Video, 1967 (видео)
- Верди, «Макбет» — Ла Фениче (Гуэльфи, Генчер,) — Mondo Musica, 1968
- Верди, «Ломбардцы» — Римская опера (Скотто, Паваротти, Р. Раймонди) — Nuovo Era, 1969
- Верди, «Эрнани» — RAI, Милан (Преведи, Кабалье, Христов, Глоссоп) — Nuovo Era, 1969
- Верди, «Сицилийская вечерня» — Ла Скала (Каппуччилли, Скотто, Д. Раймонди, Р. Раймонди) — Myto, 1970
- Верди, «Эрнани» — театр Массимо, Катания (Корелли, Генчер, Р. Раймонди, Каппуччилли) — GOP, 1972
- Глюк, «Альцеста» — Ла Скала (Генчер) — Foyer, 1972
- Верди, «Симон Бокканегра» — RCA Italiana (Каппуччилли, Р. Раймонди, Риччарелли, Доминго) — RCA, 1973
- Доницетти, «Мария ди Роган» — Ла Фениче (Скотто, Брузон) — GAO, 1974
- Верди, «Луиза Миллер» — Ла Скала (Кабалье, Паваротти, Каппуччилли) — Myto, 1976
- Масканьи, «Сельская честь» — Лондонский филармонический оркестр (Паваротти, Варади, Каппуччилли) — Decca, 1976
- Верди, «Ломбардцы» — Ла Скала (Димитрова, Каррерас) — Warner Classics, 1984 (видео)

Избранная дискография приведена по данным «Хроники мировой оперы»